# Bonzie Colson
Bonzie Alexander Colson II, né le 12 janvier 1996 à Washington, D.C., est un joueur américain de basket-ball. Il évolue au poste d'ailier et d'ailier fort.

## Carrière professionnelle
Le 15 janvier 2019, il signe un contrat two-way avec les Bucks de Milwaukee pour le reste de la saison.
Le 30 juillet 2019, Colson signe un contrat avec le club turc de Darüşşafaka.
Il s'engage pour la saison 2020-2021 avec la SIG Strasbourg, club avec lequel il termine MVP de la Ligue des champions de basket-ball ainsi que de la saison régulière du championnat de France de basket-ball. Il est le premier joueur de l'histoire à être élu MVP de BCL et de première division française la même saison.
En juillet 2021, Colson retourne dans le championnat turc et signe un contrat avec le Pınar Karşıyaka.
En juin 2022, Colson s'engage pour deux saisons avec le Maccabi Tel-Aviv, club israélien, 6 fois vainqueur de l'EuroLigue.
Le 28 juin 2024, il rejoint le Fenerbahçe.

## Palmarès
- Vainqueur de l'Euroligue 2024-2025 avec le Fenerbahçe
- Vainqueur de la Coupe de Turquie 2025